# Campeonato Sul-Americano de Rugby de 2014
O Campeonato Sul-Americano de Rugby de 2014 foi a XXXVI edição deste torneio, que contou com muitas mudanças em seu formato de disputa.
O Uruguai sagrou-se campeão desta competição e, junto do vice-campeão Paraguai, foram qualificados para a segunda edição da Copa CONSUR, em 2015, na qual a Argentina se faria também presente como atual detentora do título.

## Regulamento
Organizada pela Confederação Sul-Americana de Rugby (CONSUR) a competição foi dividida em duas fases. Originalmente, o campeão do Sul-Americano Divisão A seria conhecido apenas no ano seguinte (com a Copa CONSUR), mas uma mudança na regra geral mudou este direcionamento.
Na primeira etapa enfrentaram-se os selecionados de Brasil, Chile, Paraguai e Uruguai em turno único, no qual apontou-se o campeão sul-americano de 2014. Ao vencedor e vice-campeão da competição, foram atribuídas as vagas diretas para a disputa da Copa CONSUR em 2015. 
Ao contrário da edição anterior, nesta oportunidade não houve uma sede fixa. Também não ocorreu descenso direto à Divisão B ou a disputa de repescagem (entre o último colocado da Divisão A e o campeão do segundo escalão), uma vez que a criação da Copa CONSUR projetava este cenário.

### Vitória do Brasil ante o Chile
No primeiro dia da competição, ocorreu um resultado inesperado até então. Tratou-se este da primeira vitória do Brasil frente ao Chile. Os brasileiros (cujo selecionado masculino de rugby é conhecido como Os Tupis) jamais haviam conseguido derrotar os chilenos (denominados como Los Condores) em caráter oficial, em uma história de confrontos que já havia passado dos cinquenta anos.

## Primeira edição da Copa CONSUR
Em 2014 estreou a Copa CONSUR, também denominada como segunda fase do Campeonato Sul-Americano. Ela reuniu as três melhores colocadas da edição realizada em 2013, sendo elas a Argentina, o Chile e o Uruguai. As partidas foram disputadas entre os dias 10 e 25 de maio de 2014. Todos se enfrentaram em turno único, cujo título da competição ficou com a equipe que mais pontos somou. A Argentina sagrou-se campeã, sendo seguida pelos uruguaios na classificação final. 
A partida entre Uruguai e Chile, disputada em 10 de maio de 2014, teve dupla validade (pelo Campeonato Sul-Americano de 2014 e para a Copa CONSUR 2014).

## Partidas do Campeonato Sul-Americano de 2014

### 1ª rodada
| 26 Abril 2014 16:00 PYT (UTC-04)                                                                 |        | |                                                                 |
| Paraguai                                                                                         | 10–34  | Uruguai | Yacht y Golf Club, Assunção Árbitro: Ricardo Sant’Anna (Brasil) |
| Tries: Sergio Alvarenga 1' c Conv.: Sergio Alvarenga (1/1) 2' Penais: Sergio Alvarenga (1/3) 19' | Report | Tries: Federico Favaro (2) 15' c, 46' c Mathías Braun 35' m Alejo Durán 63' m Gabriel Puig 77' c Conv.: Federico Favaro (3/5) 15', 47', 78' Penais: Federico Favaro (1/2) 40' | Yacht y Golf Club, Assunção Árbitro: Ricardo Sant’Anna (Brasil) |

| 26 Abril 2014 19:00 BRT (UTC-03) |        |                                                                                                   |                                                            |
| Brasil | 24–16  | Chile                                                                                             | Arena Barueri, São Paulo Árbitro: Mauro Rivera (Argentina) |
| Tries: (2) 30' c, 46' c João Luiz da Ros 68' c Conv.: Leandro Amaral (1/1) 31' Pedro Di Pilla (1/1) 46' Lucas Tanque (1/1) 68' Penais: Pedro Di Pilla (1/1) 40' | Report | Tries: Roberto Oyarzún 46' m Francisco Fernandez 69' m Penais: Matías Nordenflycht (2/2) 13', 19' | Arena Barueri, São Paulo Árbitro: Mauro Rivera (Argentina) |

### 2ª rodada
| 3 Maio 2014 14:00 BRT (UTC-03)                  |        | |                                                                        |
| Brasil                                          | 9–34   | Uruguai | Estádio da Montanha, Bento Gonçalves Árbitro: Felipe Balbontín (Chile) |
| Penais: Leandro Castiglione (3/4) 17', 39', 51' | Report | Tries: 12' c Franco Lamanna (2) 19' c, 25' m Juan Etcheverría 71' m Gabriel Puig 80+5' c Conv.: Alejo Durán (rugby union) Penais: Joaquín Prada (1/1) 67' | Estádio da Montanha, Bento Gonçalves Árbitro: Felipe Balbontín (Chile) |

| 3 Maio 2014 15:00 CLT (UTC-04) |        | |                                                                             |
| Chile | 22–18  | Paraguai | Campos Deportivos Saint Johns, Concepción Árbitro: Joaquín Montes (Uruguai) |
| Tries: Italo Zunino 7' m Juan Pablo Larenas 54' c Benjamín Soto 65' c Conv.: Matías Nordenflycht (2/3) 55', 66' Penais: Matías Nordenflycht (1/1) 70' | Report | Tries: Eymard Brizuela 3' m Juan Gavigan 78' c Conv.: Sergio Alvarenga (1/2) 79' Penais: Sergio Alvarenga (2/2) 18', 25' | Campos Deportivos Saint Johns, Concepción Árbitro: Joaquín Montes (Uruguai) |

### 3ª rodada
| 10 Maio 2014 15:45 UYT (UTC-03) |        |                                                                                       |                                                                       |
| Uruguai | 55–13  | Chile                                                                                 | Estadio Charrúa, Montevidéu Árbitro: Ignacio Iparraguirre (Argentina) |
| Tries: Joaquín Prada 4' c Juan de Freitas 60' m Rodrigo Silva (2) 41' m, 65' m Juan Gaminara 45' m Mathías Braun 50' m Nicolás Klappenbach 56' c Leandro Leivas 80' m Conv.: Alejo Durán (1/5) 5' Matías Arocena (1/3) 57' Penais: Alejo Durán (1/3) 10' | Report | Tries: Martín Fernández 47' m Hernán Amigo 78'm Penais: Matías Nordenflycht (1/2) 67' | Estadio Charrúa, Montevidéu Árbitro: Ignacio Iparraguirre (Argentina) |

| 10 Maio 2014 16:00 PYT (UTC-04) |        | |                                                             |
| Paraguai | 31–24  | Brasil | Yacht y Golf Club, Assunção Árbitro: Jason Mola (Argentina) |
| Tries: Martín Ortiz 29' c Leonardo Glitz 54' m Gustavo Zárate 71' c Conv.: Sergio Alvarenga (2/3) 30', 73' Penais: Sergio Alvarenga (4/4) 10', 27', 37', 42' | Report | Tries: Luis Lesme 47' c Lucas Tranquez 50' c Penalty try 63' c Conv.: Pedro Di Pilla (3/3) 48', 51', 63' Penais: Leandro Castiglioni (1/2) 6' | Yacht y Golf Club, Assunção Árbitro: Jason Mola (Argentina) |

### Classificação final
| Seleção  | Vitórias | Empates | Derrotas | Pontos a favor | Pontos contra | Pontos +/- | Pontos |
| -------- | -------- | ------- | -------- | -------------- | ------------- | ---------- | ------ |
| Uruguai  | 3        | 0       | 0        | 123            | 32            | +91        | 9      |
| Paraguai | 1        | 0       | 2        | 59             | 80            | -21        | 3      |
| Brasil   | 1        | 0       | 2        | 57             | 81            | -24        | 3      |
| Chile    | 1        | 0       | 2        | 51             | 97            | -46        | 0      |

- Critérios de pontuação: vitória = 3, empate = 1, derrota = 0.
- Uruguai (campeão) e Paraguai (vice) qualificaram-se para a Copa CONSUR de 2015.

## Campeão
| Campeonato Sul-Americano de Rugby 2014 |
| -------------------------------------- |
| Uruguai Campeão (2º título)            |